# Barbital
Barbital oder Diethylbarbitursäure (Handelsname: Veronal) ist ein lang wirksamer Abkömmling der Barbitursäure, der früher als starkes Schlafmittel genutzt wurde. Weil es bei unsachgemäßer Dosierung – da es die meisten Stoffwechselprozesse hemmt – leicht zum Tode führt und zudem Missbrauchsgefahr besteht, ist es in diesem Anwendungsgebiet nicht mehr gebräuchlich.

## Geschichte
Barbital wurde erstmals 1882 von Max Conrad und Max Guthzeit ohne nähere Identifizierung hergestellt. Zwanzig Jahre später, 1902, wurde es erstmals von dem Deutschen Emil Fischer und dessen Neffen Alfred Dilthey synthetisiert sowie von Josef von Mering als Schlafmittel charakterisiert. Unter dem Markennamen Veronal wurde Barbital in Tablettenform 1903 von Merck als erstes Barbiturat auf den Markt gebracht. Als Narkosemittel hatte es sich wegen seiner in höheren Dosierungen toxischen Nebenwirkung nicht durchgesetzt, wurde jedoch als starkes Beruhigungsmittel (Sedativum) im Rahmen der Prämedikation vor Narkosen eingesetzt. In Kombination mit Amidopyrin wurde es viele Jahre als Veramon, beworben u. a. auch als Mittel gegen Menstruationsbeschwerden, vom Unternehmen Schering–Kahlbaum AG vertrieben. Barbitalhaltige Fertigarzneimittel sind heute weltweit nicht mehr im Handel. In Deutschland ist Natriumbarbitalsalz für Apotheken als Rezeptursubstanz für die Arzneimittelherstellung erhältlich.

## Herstellung
Barbital ist präparativ aus Diethylmalonsäurediethylester und Harnstoff zugänglich. Die Reaktion findet bei 100 °C unter dem Einfluss von Natriumethanolat statt, es fällt dabei das Dinatriumsalz der 5,5-Diethyl-barbitursäure aus.
Bei gleicher Ausbeute kann Barbital auch direkt aus dem Disäurechlorid der Diethylmalonsäure und Harnstoff hergestellt werden. Bereits 1904 verwendete Fischer die Bezeichnung „Veronal“ für die alkalifreie Substanz.

## Verwendung in der Chemie
Das Diethylbarbitursäure-Mononatriumsalz wird als Pufferlösung in der Elektrophorese verwendet (Veronal-Acetat-Puffer), meist als ca. 0,02 bis 0,05 molare Lösung. Da die Beschaffung durch das Betäubungsmittelgesetz aber stark beschränkt wird, kommt es nur noch selten zum Einsatz.

## Barbital in Literatur, Film und Musik

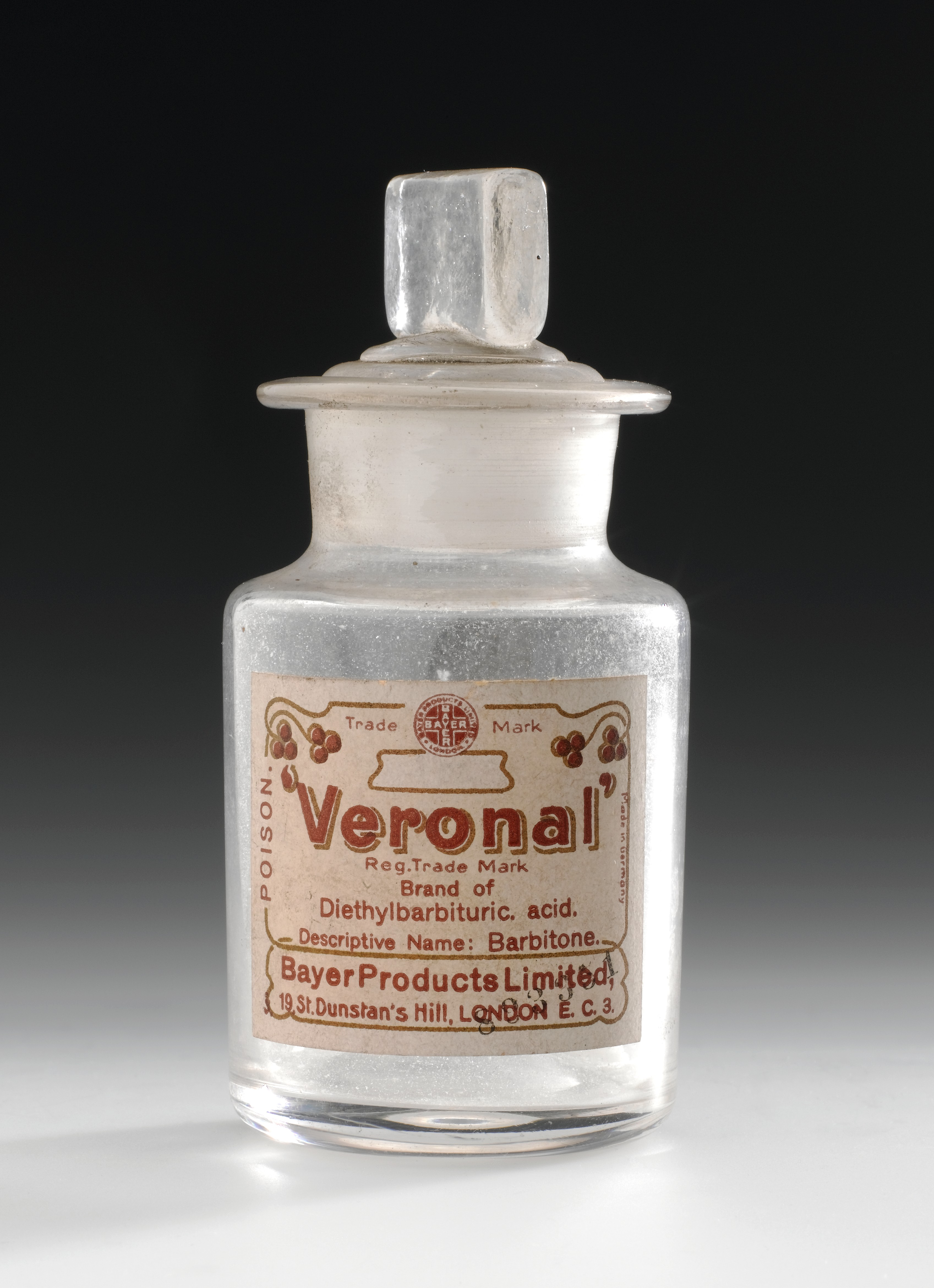
Glasflasche für Veronal

Veronal der Firma Bayer in Glasröhrchen mit Korkverschluss und 10 Tabletten

Barbital war bekannt als zum Suizid genutztes Präparat und wird unter dem früher gängigen Markennamen Veronal bis in die 1960er-Jahre häufig in der Literatur als Mittel zum Suizid zitiert, so beispielsweise in Arthur Schnitzlers Fräulein Else oder Vicki Baums Menschen im Hotel.
Das Präparat kommt in mehreren Kriminalromanen von Agatha Christie vor. In ihrem 1926 erschienenem Kriminalroman Alibi (The Murder of Roger Ackroyd) zum Beispiel finden sowohl die wohlhabende Witwe Mrs. Ferrars als auch später ihr Erpresser Dr. Sheppard den Tod durch Veronal, jeweils in suizidaler Absicht.
Im Kinofilm Die Sünderin (1951) leistet die Hauptdarstellerin ihrem Freund mit Veronal aktive Sterbehilfe und begeht danach auf dieselbe Art Suizid. In dem Film Einmal wirklich leben (1952) antwortet eine Krankenschwester auf die Frage, was sie tun würde, wenn sie Krebs hätte: „Es gibt in diesem Hause genug Veronal, Herr Doktor.“ Fast schon als Running gag sind die wiederholten Selbstmordversuche einer im Hintergrund bleibenden, Monti genannten Figur in Dany, bitte schreiben Sie (1956) zu bezeichnen: Da der Mode-Designer und Frauenheld Hannes Pratt (Rudolf Prack) sie dauernd versetzt, vergiftet sie sich immer wieder; die Dosis sei dabei immer „geschickt bemessen“. In Fahrstuhl zum Schafott (1958) begehen Veronique und Louis einen Selbstmordversuch mit Veronal.
Auf dem Album Zum Glück in die Zukunft des Rappers Marteria ist ein Lied dem Schlafmittel Veronal gewidmet. Das Medikament taucht ebenfalls in dem Song Lasky Jedne Plarovlasky (Album Original Gasman Band, 1989) der Münchner Band F. S. K. auf.
In der zwölften Folge (Atomgespenster) der Hörspielserie Larry Brent soll der Titelheld mit Veronal getötet werden, was durch eine Blutwäsche verhindert wird. In Truman Capotes Novelle Frühstück bei Tiffany wird Veronal mehrmals von der Literaturfigur Holly Golightly genannt.
Im Roman Stalingrad des Autors Theodor Plievier begeht Oberst Enders Suizid mit Veronal, um der Gefangennahme durch die Rote Armee zu entgehen.
Im Film Mord im Orient Express wird Edward Ratchett (gespielt von Johnny Depp) mit Barbital betäubt und anschließend ermordet.
In der Erzählung Die Weihnachtsgans Auguste von Friedrich Wolf versucht der Opernsänger Luitpold Löwenhaupt, die Gans, die er lebendig gekauft hat, mit Veronal einzuschläfern, um sie für die Familie als Weihnachtsbraten zu verwenden.

## Der MarkennameVeronal
In ihrem Roman Der eiserne Sommer liefert die Autorin Angelika Felenda eine Erklärung für den Markennamen „Veronal“:

„…Jedenfalls«", sie lachte kurz auf, »hat der Entdecker des Medikaments, der [mit dem Zug] nach Basel fahren wollte, nach Einnahme desselben bis Verona durchgeschlafen, – daher auch der Name…“

Diese Erklärung findet sich auch in mehreren anderen Quellen wieder.